# Verrucosa coroico
Verrucosa coroico Lise, Kesster & Silva, 2015 è un ragno appartenente alla famiglia Araneidae.

## Etimologia
Il nome della specie deriva dal comune boliviano di rinvenimento degli esemplari: Coroico.

## Caratteristiche
L'olotipo femminile rinvenuto ha lunghezza totale è di 9,20mm; la lunghezza del cefalotorace è di 3,00mm; e la larghezza è di 2,75mm.

## Distribuzione
La specie è stata reperita nella Bolivia centrale: l'olotipo femminile è stato rinvenuto nel comune di Coroico, all'altezza dell'Hotel Prefectural, appartenente al dipartimento di La Paz.

## Tassonomia
Al 2015 non sono note sottospecie e non sono stati esaminati nuovi esemplari.